# التاريخ السياسي للعالم
التاريخ السياسي للعالم أو تاريخ العالم السياسي(بالإنجليزية: Political history of the world) هو تاريخ كيانات سياسية متعددة أنشأها الجنس البشري ما تواجد والطريقة التي تحدد بها هذه الدول حدودها. على مدار التاريخ، تطورت الكيانات السياسية من أنظمة ذات حكم ذاتي وملكية بسيطة إلى أنظمة شمولية وديمقراطية معقدة مُتبعة في يومنا هذا. وبالتوازي مع ذلك، انتقلت الأنظمة السياسية من الحدود المحددة تحديدًا غامضًا، إلى الحدود الصريحة القائمة اليوم.

## عصر ما قبل التاريخ
تتمثل أشكال التنظيم الاجتماعي البشري الأولى بالعائلات التي كانت تعيش في مجتمعات العصبة كمجتمعات الصيد وجمع الثمار.
بعد اختراع الزراعة في نفس الوقت تقريبًا ( 7,000 - 8,000 قبل الميلاد) في أنحاء مختلفة من العالم، بدأت المجتمعات البشرية الانتقال إلى أشكال التنظيم القبلية.
هناك أدلة على اتباع الدبلوماسية بين مختلف القبائل، ولكن أدلة أخرى على الحروب المستوطنة. التي قد تكون ناجمةً عن سرقة المواشي أو المحاصيل، أو اختطاف النساء، أو التنافس على المكانة والموارد.

## التاريخ القديم
تَحدد التوزُع المبكر للسلطة السياسية عبر توافر مياه الشرب، والتربة الخصبة، والمناخ المعتدل في المواقع المختلفة. كانت هذه كلها ضرورية لتطور المجتمعات عالية التنظيم. كانت مواقع هذه المجتمعات المبكرة بقرب حواف الصفائح التكتونية أو مستفيدة منها. كانت حضارة وادي السند متموضعة بالقرب من جبال الهيمالايا (التي أُنشئَت عبر الضغط التكتوني) ونهري السند والغانج، التي ترسّب الرواسب من الجبال لتنتج أرضًا خصبة. وُجدت ديناميكية مشابهة في بلاد الرافدين، حيث فعل دجلة والفرات المثل مع جبال زاغروس. ساعد النيل مصر القديمة بترسيبه الرواسب من مرتفعات شرق إفريقيا عند منبعه، في حين لعب النهر الأصفر ونهر يانغتزي الدور نفسه في الصين القديمة. كانت أوراسيا متفوّقة في تطور الزراعة من خلال التواجد الطبيعي لأنواع الأعشاب البرية المستأنسة والتوجه الكتلة الأرضية بين الشرق والغرب، ما سمح بانتشار المحاصيل المستأنسة بسهولة. مُنحت ميزة مشابهة عبر معيشة نصف أنواع الثديات الضخمة في العالم هناك، والتي يمكن ترويضها.
سمح تطور الزراعة بزيادة عدد السكان، إذ تحولت المجتمعات الكثيفة والمستقرة الجديدة إلى التسلسل الهرمي، مع تفاوتات في الثروة والحرية. عندما سبب برود المناخ وجفافه في عام 3800 ق.م جفافًا في بلاد الرافدين، بدأ المزارعون القرويون بالتعاون وأخذوا ينشؤون مستوطنات أكبر مستخدمين أنظمة ري. تطلبت البنية التحتية المائية الجديدة هذه بدورها إدارة مركزية ذات تنظيم اجتماعي معقد. ظهرت المدن والأنظمة الأولى ذات التنظيم الاجتماعي الأكبر في بلاد الرافدين، تبعتها بعد بضعة قرون قريناتها في وادي السند ووادي النهر الأصفر. في المدن، تمكنت القوى العاملة من التخصص لأنه لم يكُن على كل السكان العمل لإنتاج الغذاء، في حين سمح الطعام المُخزّن للجيوش الكبيرة بإنشاء إمبراطوريات. كانت الإمبراطوريات الأولى هي إمبراطوريات مصر القديمة وبلاد الرافدين. وجدت ممالك أصغر في سهل شمال الصين وسهل الغانج الهندي، ووسط آسيا، والأناضول، وشرق البحر المتوسط، ووسط أمريكا، في حين تابعت بقية البشرية العيش في قبائل صغيرة.

### الشرق الأوسط والبحر المتوسط
توحدت مصر السفلى وصعيد مصر في نحو عام 3150 قبل الميلاد على يد الفرعون مينا. وعلى الرغم من ذلك، استمرت المنافسة السياسية في البلد ما بين مراكز السلطة مثل منف والأقصر. جعلت البيئة الجيوسياسية من الصريين محاطين بالنوبة في الواحات الصغيرة الواقعة جنوب نهر النيل والتي لا يمكن الوصول إليها بالقوارب، وكذلك بأمراء الحرب الليبيين الذين كانوا يديرون شؤونهم من الواحات حول بنغازي العصر الحديث، وأخيرًا بالغزاة المنتشرين عبر سيناء والبحر.
تقع بلاد ما بين النهرين بين الأنهار الكبيرة التابعة لنهري النيل والفرات، وأصبحت الإمبراطورية الأكدية ابتداءً من نحو عام 2300 قبل الميلاد أول سلطة سياسية في المنطقة. تبعتها سومر، وبابل، وآشور. التي واجهت منافسة من قبل المناطق الجبلية إلى الشمال، المتمركزة استراتيجيًا فوق سهول بلاد ما بين النهرين، إذ كانت تسكنها ممالك مثل مملكة ميتاني، وأورارتو، وعيلام، الميديون. كان سكان بلاد ما بين النهرين أيضًا ممن شارك في نظام الحكم بكتابة القوانين الأولى.
كانت الدول الأولى من نوعها هي تلك التي تنتمي إلى الأسر السومرية الحاكمة المبكرة والأسر المصرية الحاكمة المبكرة، التي ظهرت في نحو عام 3000 قبل الميلاد بعد فترة أوروك ومصر في عصر ما قبل الأسر. تمركزت الأسر المصرية الحاكمة المبكرة حول نهر النيل شمال شرق أفريقيا، إذ كانت حدود المملكة قائمة حول نهر النيل وتمتد إلى المناطق حيث توجد الواحات. في حين كانت الأسر السومرية الحاكمة تتمركز في جنوب بلاد ما بين النهرين وتمتد حدودها من الخليج العربي  إلى أجزاء من نهري دجلة والفرات.
تسبب المناخ الجاف في العصر الجليدي باضطراباتٍ بعد أن فرضت اجراءات الشعب ضغوطًا على الدول القائمة مما أدى إلى انهيار العصر البرونزي، مع هجرة الكيميريون، والآراميون، والدوريون، وشعوب البحر وآخرون. لم تستعد بابل مجدها بعد موت حمورابي في عام 1699 قبل الميلاد. وبعد ذلك، ازدادت آشور قوةً في عهد الملك أداد نيراري الثاني. وفي أواخر القرن التاسع قبل الميلاد، بسطت الإمبراطورية الآشورية سيطرتها على بلاد ما بين النهرين بأكملها تقريبًا وأجزاء كبيرة من بلاد الشام والأناضول. في غضون ذلك، ضعفت مصر، وتفككت في النهاية بعد موت أوسركون الثاني حتى عام 710 قبل الميلاد. وفي عام 853، خاض الآشوريون معركة وفازوا بها ضد تحالف يتكون من بابل، ومصر، وبلاد فارس، وإسرائيل، وآرام، وعشر دول أخرى، وشارك في المعركة حوالي 60,000 مقاتل حسب المصادر المعاصرة. إلا أن الإمبراطورية ضعفت بفعل الصراعات الداخلية على السلطة، وغرقت في ظلمات عقدٍ من الاضطرابات التي بدأت بالطاعون في عام 763 قبل الميلاد. وبعد ثوراتٍ قامت بها مدنٌ وممالك أصغر ضد الإمبراطورية، نظم تفلث فلاسر الثالث انقلابًا في عام 745. إذ رفع عدد جنود الجيش من 44,000 إلى 72,000 وتبعه خليفته سنحاريب الذي رفعه إلى 208,000، وأخيرًا آشوربانيبال الذي حشد جيشًا يزيد عدده عن 300,000 جندي. مما سمح للإمبراطورية بالتوسع إلى قبرص وبلاد الشام، وفريجيا، وأورارتو، وقبيلة الكيميريون، وبلاد الفرس، والميديون، وعيلام، وبابل بكاملها. ولكن أحوال أشور بدأت بالتدهور بحلول عام 650 بعد أن ضرب جفافٌ شديدٌ الشرق الأوسط وشُكل تحالفٌ ضدهم. حلت محلهم إمبراطورية الميديون على اعتبارها القوة المهيمنة في المنطقة بعد قيام معركة كركميش (605) ومعركة الكسوف والخسوف (685).

#### هيمنة بلاد الرافدين
تقع بلاد الرفدين بين نهري دجلة والفرات الكبيرين، وأول قوة سياسية في المنطقة كانت الإمبراطورية الأكدية التي بدأت نحو عام 2300 ق.م. تبعتها لاحقًا سومر وبابل وآشور. واجهتهم منافسة من المناطق الجبلية إلى الشمال، المتموضعة على نحو استراتيجي فوق سهول بلاد الرافدين، مع ممالك مثل ميتاني وأورارتو وعيلام والميديين. أبدع الرافديون أيضًا بالحكم عن طريق كتابة القوانين الأولى.
سبب مناخٌ جاف في العصر الحديدي اضطرابًا إذ ضغطت تحركات الناس على الدول الموجودة مسبقًا ما أسفر عن انهيار العصر البرونزي المتأخر، مع هجرة السيميريين والآراميين والدوريين وشعوب البحر وغيرهم. لم تتعافَ بابل عقب وفاة حمورابي في عام 1699 ق.م. عقب هذا، تنامَت قوة آشور في ظل أداد نيراري الثاني. بحلول أواخر القرن التاسع ق.م، سيطرت الإمبراطورية الآشورية على كامل بلاد الرافدين تقريبًا والكثير من المشرِق والأناضول. في غضون ذلك، أُضعفَت مصر، لتتشتت أخيرًا عقب موت أوسكورون الثاني حتى عام 710 ق.م. في عام 853، خاض الآشوريون معركة وانتصروا فيها ضد تحالف يتألف من بابل ومصر وبلاد فارس وإسرائيل وآرام وعشرة أمم أخرى، وشارك أكثر من 60 ألف جندي وفقًا لمصادر معاصرة. مع ذلك، أُضعفت الإمبراطورية عن طريق الصراعات الداخلية من الأجل السلطة، وانغمست في عقد من القلقلة بدأ بطاعون في عام 763 ق.م. عقب ثورات قامت بها مدن وممالك أقل ضد الإمبراطورية، حدث انقلاب عام 745 على يد تغلث فلاسر الثالث. زاد قوام الجيش من 44.000 إلى 72.000، وأعقبه خلفه  سنحاريب الذي زاده إلى 208.000، وأخيرًا آشور بانيبال الذي زاد قوام الجيش إلى أكثر من 300.000. سمح هذا للإمبراطورية بالتوسع إلى قبرص، وكامل المشرق، وفريجيا، وأورارتو، والكيميريين، وبلاد فارس، ومدين، وعيلام، وبابل.

### شبه القارة الهندية
ظهرت حضارة وادي السند، التي بُنيت حول نهر السند، في عام 2500 قبل الميلاد، على أراضي الهند، وباكستان وأفغانستان العصر الحديث. امتدت حدود تلك الحضارة إلى 600 كم من بحر العرب. لم تحل محلها أي سلطة سياسية ،بعد أن هُجرت مدينتاها موهينجو دارو وهارابا في نحو عام 1900 قبل الميلاد. بدأت الدول في القرن السادس قبل الميلاد تتشكل مع ظهور ممالك ماهاجانابادا.

### الصين
في سهل شمال الصين، ساعد النهر الأصفر على قيام دول كدولتي وي وتشي. توحدت هذه المنطقة للمرة الأولى على يد أسرة شانغ في نحو عام 1600 قبل الميلاد، وأصبحت تحت سيطرة أسرة زو بعد معركة مويي في عام 1046 قبل الميلاد، التي خاضتها حسب ما يُقال ملايين من الناس. ولكن سرعان ما فُوجئ المنتصرون باضطراباتٍ داخلية. تمثل الخصوم الرئيسيون لأسرة زو بشعب دونغي في شاندونغ، وقبيلة شانين في صحراء أوردوس، وشعب إيفاغ في شانشي، وكذلك دولة تشو في روافد نهر يانغتسي الوسطى. ابتداءً من القرن الثامن، مرت الصين بحالةٍ من الفوضى السياسية دامت خمسة قرون، في فترة الربيع والخريف (771-476) وحقب الممالك المتحاربة (476-221).

### الأمريكيتين
شكلت حضارة أولمك أول ثقافة أمريكية أصلية رئيسية، مع وجود ثقافات أصفر مثل ثقافة شافين التي كانت شائعة بين مجتمعات الصيد وجمع الثمار. كانت الأولمك محدودة بسبب الغابات الكثيفة، وموسم الأمطار الطويل، فضلًا عن قلة الخيول.

### أوروبا
شهد عام 336 قبل الميلاد ظهور الإسكندر الأكبر، الذي أسس إمبراطورية تتكون من مختلف الدول التابعة الممتدة من اليونان الحديثة إلى شبه القارة الهندية، مما جعل دول البحر الأبيض المتوسط على اتصالٍ مع دول جنوب ووسط آسيا، تمامًا مثلما كانت الإمبراطورية الفارسية قبله. امتدت حدود هذه الإمبراطورية مئات الكيلومترات.

## عصر ما بعد الكلاسيكية
عندما دخلت الصين سلالة سوي في 700 م، تغيرت الحكومة وتوسعت في حدودها حيث توحدت العديد من البيروقراطيات المنفصلة تحت راية واحدة، وتطور هذا إلى عهد أسرة تانغ عندما سيطر لي يوان على الصين في عام 626. توسعت الحدود الصينية من شرق الصين، صعودًا شمالًا إلى إمبراطورية تانغ في الوقت الحالي. انهارت إمبراطورية تانغ عام 907 وانقسمت إلى عشر ممالك إقليمية وخمس سلالات ذات حدود غامضة. بعد ثلاثة وخمسين عامًا من انفصال إمبراطورية تانغ، دخلت الصين أسرة سونغ تحت حكم تشاو كوانج، على الرغم من توسيع حدود هذا البلد، لكنها لم تكن أبدًا كبيرة مثل حدود سلالة تانغ وكانت تجري إعادة تعريفها باستمرار بسبب الهجمات من الجوار التتار (المغول) الناس المعروفين باسم قبائل الخيتان.
بعد وفاة النبي محمد عام 632، ألهم القرآن وتعاليم الإسلام نشأة حضارة جديدة. في أقل من قرن، وسعت الخلافة الإسلامية انتشارها بسرعة من المحيط الأطلسي والأندلس في الغرب إلى آسيا الوسطى في الشرق. كانت الإمبراطوريات الإسلامية اللاحقة للأمويين والعباسيين والفاطميين والغزنويين والسلاجقة والصفويين والمغول والعثمانيين من بين القوى الأكثر نفوذاً وتميزاً في العالم خلال العصور الوسطى. شهدت الفترة ما بين القرنين الثامن والثالث عشر ازدهارًا في التجارة، فضلاً عن العديد من التطورات في العلوم والهندسة والطب والرياضيات. أوروبا الغربية، التي اتحدت في الغالب لفترة وجيزة في دولة واحدة تحت حكم شارلمان نحو عام 800 م، أصبحت بعض الدول، بما في ذلك إنجلترا واسكتلندا وأيسلندا والنرويج، بالفعل دولًا قومية بحلول عام 1000 ميلادي، مع مملكة (الكومنولث في حالة أيسلندا) إلى حد كبير المدى مع شعب يتشاركون في الغالب لغة وثقافة.
في معظم أنحاء القارة، ظهرت الشعوب ضمن مجموعات عرقية ولغوية وجغرافية، لكن لم ينعكس هذا على الكيانات السياسية. على وجه الخصوص، فرنسا وإيطاليا وألمانيا، على الرغم من الاعتراف بها من قبل الدول الأخرى كدول يعيش فيها الفرنسيون والإيطاليون والألمان، إلا أنها لم تكن موجودة كدول تتطابق إلى حد كبير مع البلدان لقرون. وكان كفاحها من أجل تشكيلها وتحديد حدودها كدول سببًا رئيسيًا للحروب في أوروبا حتى القرن العشرين. في سياق هذه العملية، كاد وجود بعض البلدان، مثل بولندا تحت التقسيم وفرنسا في العصور الوسطى العليا، ينعدم كدول لفترات. أصبحت البلدان المنخفضة، في العصور الوسطى كدولة متميزة مثل فرنسا، مقسمة بشكل دائم، اليوم إلى بلجيكا وهولندا. تشكلت إسبانيا كدولة قومية من خلال اتحاد سلالات ممالك مسيحية صغيرة، مدعومًا بالحملات الأخيرة للاسترداد ضد الأندلس، الدولة الإسلامية الإيبيرية التي اختفت. في عام 1299 م، نشأت إمبراطورية الأزتك في المكسيك السفلى، واستمرت هذه الإمبراطورية لأكثر من 300 عام. وفي أوجها، استحوذت على أكثر من 5000 كيلومتر مربع من الأرض.
بعد 200 عام من بدء إمبراطوريتي الأزتك وتولتيك، شهد شمال ووسط آسيا بروز إمبراطورية المغول. بحلول أواخر القرن الثالث عشر، امتدت الإمبراطورية عبر أوروبا وآسيا، وخلقت لفترة وجيزة دولة قادرة على حكم وإدارة ثقافات متنوعة للغاية. في عام 1299، دخل العثمانيون المشهد. سيطر هؤلاء البدو الأتراك على آسيا الصغرى جنبًا إلى جنب مع الكثير من جنوب شرق أوروبا على مدى 370 عامًا، ما وفر ما يمكن اعتباره ثقلاً إسلاميًا طويل الأمد على المسيحية.
استغل الروس الفرص التي تركها التقدم المنغولي والركود وكذلك انتشار الإسلام، وسيطروا على وطنهم نحو عام 1613، بعد سنوات عديدة من هيمنة التتار (المغول). بعد حصولهم على الاستقلال، بدأ الأمراء الروس بتوسيع حدودهم تحت قيادة العديد من القياصرة. والجدير بالذكر أن كاثرين العظمى استولت على الجزء الغربي الشاسع من أوكرانيا من البولنديين، ما أدى إلى توسيع حجم روسيا بشكل كبير. خلال القرون التالية، توسعت روسيا بسرعة، واقتربت من مساحتها الحالية.